# Tsubame, Niigata
Tsubame (tiếng Nhật: 燕市 Chu-ba-me) là một thành phố thuộc tỉnh Niigata, Nhật Bản.